# 사토 노부히로

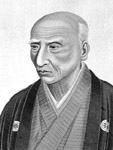
사토 노부히로

사토 노부히로(일본어: 佐藤信淵, 1769년 7월 18일 ~ 1850년 2월 17일)는 에도 시대 후기의 절대주의적 사상가로, 경세가(経世家, 경제학자), 농학자, 병학자(兵学者), 농정가(農政家, 농업 정책 및 법령 연구가)이기도 하다. 데와국 오가치군 고오리야마 촌(현 아키타현 오가치 군 우고정) 출신으로, 통칭은 백우(百祐), 자는 겐카이(元海), 호는 쇼안(松庵), 반쇼사이(万松斎), 유사이(融斎), 춘원(椿園) 등이 있다. 와타나베 가잔은 그의 문하 중 한 사람이다.

## 같이 보기
- 대동아공영권
- 레벤스라움
- 히라타 아쓰타네
- 니노미야 다카노리
- 아오키 곤요
- 오카와 슈메이
- 아키타현립 아키타 고등학교
- 노스아시아 대학